# Světce
Světce är en ort i Tjeckien.   Den ligger i regionen Södra Böhmen, i den centrala delen av landet, 100 km söder om huvudstaden Prag. Světce ligger 523 meter över havet och antalet invånare är 138.
Terrängen runt Světce är huvudsakligen platt, men åt sydost är den kuperad. Runt Světce är det ganska glesbefolkat, med 26 invånare per kvadratkilometer. Närmaste större samhälle är Jindřichův Hradec, 14,7 km söder om Světce. Omgivningarna runt Světce är en mosaik av jordbruksmark och naturlig växtlighet.